# Мамо-бек Мамаи
Мамо-бек Мамаи (азерб. Məmo bəy Məmai), настоящее имя — Мухаммед-бек Гаджи Ахмед-бек оглы Мамаев (азерб. Məhəmməd bəy Əhməd bəy oğlu Məmai, 1849—1918), — азербайджанский поэт.

## Жизнь
Мухаммед-бек Гаджи Ахмед-бек оглы Мамаев родился в  Шуше в 1849 году в известной бекской семье Мамаи (Мамаевых). В детстве называли его Мамо, прозвище закрепилось за ним и позже, уже как псевдоним. Образование получил в Шуше, здесь же занимался торговлей.
Мамо-бек Мамаи был одним из самых активных членов объединения поэтов «Меджлиси унс», возглавляемой известной поэтессой Хуршудбану Натаван.
Он любил путешествовать, побывал во многих городах России, Средней Азии, Турции, Ирана. Позже все впечатления от поездок вылились в серьёзное произведение, которое он назвал «Книгой путешествий» (не сохранилась до наших дней).
Отец пятерых детей, Мамо-бек отдал свою младшую дочь на воспитание брату своей супруги, известному драматургу, Абдуррагим беку Ахвердову.
Умер поэт в 1918 году в Шуше, где и похоронен.

## Творчество
Сохранились стихи Мамо-бека, написанные в классическом стиле аруз на азербайджанском и персидском языках.
Мамо-бек был так же известным каллиграфом. Известны выполненные его рукою каллиграфические копии работ Натаван и других известных азербайджанских поэтов. В настоящее время хранятся в бакинском Институте Рукописей.